# Pomada

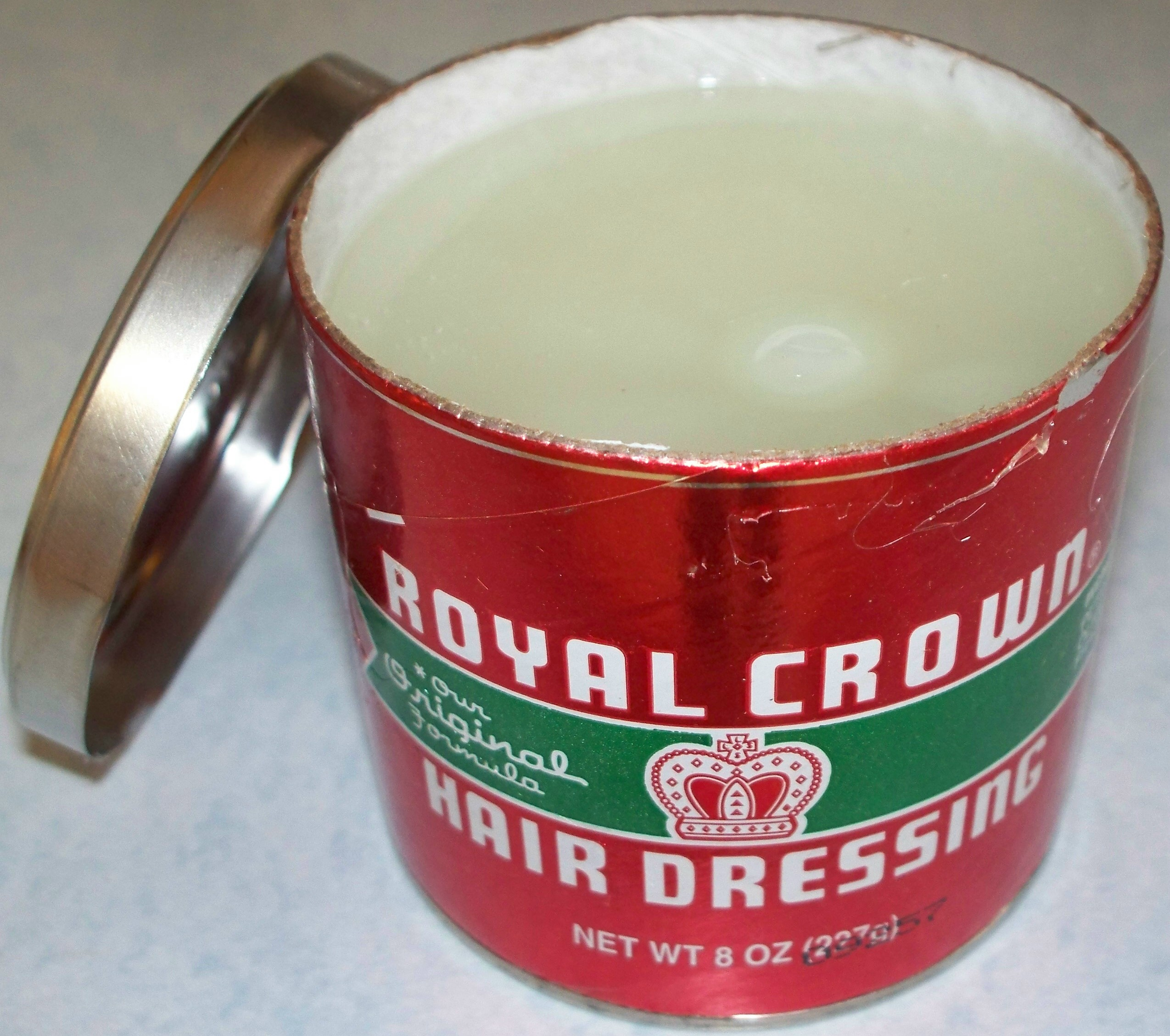
En burk Royal Crown Hairdressing

Pomada är en flottig eller vaxig substans gjord för att styla hår. Pomada får håret att se glänsande ut, och torkar inte ut. Den håller längre än de flesta hårprodukter och behöver oftast flera duschar för att tvättas ur. Den ursprungliga pomadan kom under sjutton- och artonhundratalet och bestod i huvudsak av björnfett eller ister. Lanolin, bivax och vaselin har använts i stor utsträckning vid tillverkning av modern pomada. Förstyvande egenskaper i pomada gör skulptering av håret till frisyrer som  pompadour eller quiff möjligt. Långvarigt fuktgivande egenskaper gör den populär bland personer med afro-texturerat hår.

## Namnets ursprung
Det engelska ordet "pomade" kommer från det franska ordet "pommade" som betyder  "salva" och härrör från latinets pomum (frukt, äpple) via det italienska Pomata eller pomo (som betyder "äpple", den ursprungliga salvan innehöll mosade äpplen) .  Modern pomada kan innehålla parfym men är oftast inte särskilt fruktig.

## Historia

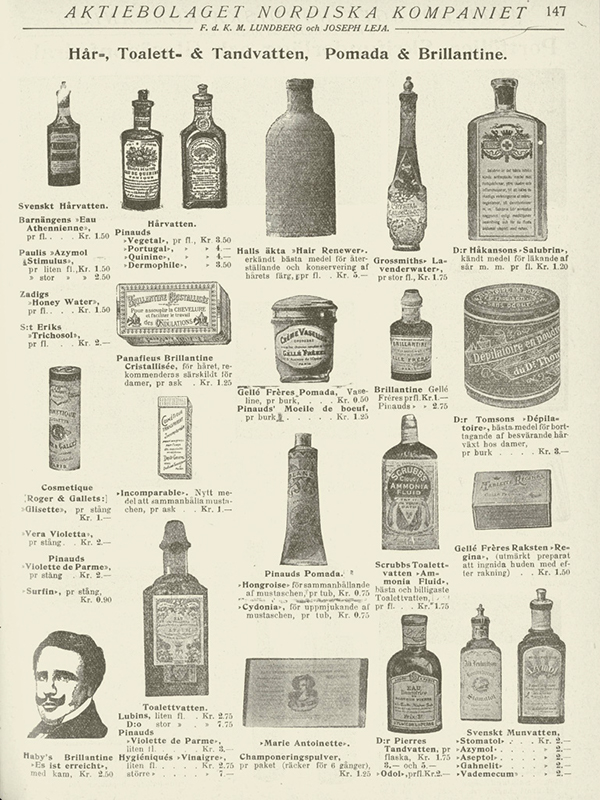
Nordiska Kompaniets reklam för hår-, toalett- & tandvatten, pomada & brilliantine, 1905/1906.

Under artonhundratalet var björnfett oftast huvudingrediensen.  I början av 1920-talet blev vaselin, bivax och ister mer använt.  Tidiga nittonhundratalsexempel på pomada är  Murray's Superior Pomade (från mitten av 1920-talet) , Brylcreem (1928), och Royal Crown Hair Dressing (1936). Dixie Peach Hair Pomada var populärt bland amerikanska tonåringar från andra världskriget fram till 1960-talet.
Till skillnad från Brylcreem, som förpackades i tuber, salufördes Watzins keratin  i karakteristiska, djupblå glasburkar om någon dl, med svart skruvlock i plast. Få tomburkar har överlevt till idag, men är eftertraktade som elegant förvaring av diverse.
Pomada var förr mycket populärare än vad den är idag, trots att den har gjort en viss comeback på marknaden på 2010-talet med sammansättningar som innehåller mycket mindre lanolin eller bivax än tidigare. Moderna frisyrer där pomada ofta används är ducktail, pompadour och quiff.

## Användning
Till skillnad från hårspray och frisyrgelé torkar inte pomada, och kan hålla mycket länge. Pomada är till för att frisera hår (inklusive mustasch, polisonger och skägg), ger ett mörkare och glansigare utseende, och är ofta förknippad med frisyrer från början av 1900-talet fram till 1960-talets mitt. På grund av dess oljiga eller vaxiga natur kan pomada hålla genom flera tvättningar, även om den är lätt att ta bort med hjälp av avfettande tvättmedel, såsom flytande diskmedel eller schampo utformat för fett hår. Att smörja in håret med vanlig olivolja och sedan skölja ut med varmt vatten kommer också att ta bort pomada. Majoriteten av all pomada nu för tiden är ofta vattenbaserade, och har färre vaxämnen. Dessa produkter är lättare att tvätta ut, men ger ofta inte samma fördelar och styrka som erbjuds av traditionella petroleumbaserade produkter.